# Modern English (gruppo musicale)
I Modern English sono un gruppo musicale new wave britannico originario di Colchester ed attivo dal 1979. Il gruppo si è sciolto due volte: nel 1987 e nel 1991, prima di riunirsi nel 1995.

## Formazione
- Robbie Grey - voce
- Gary McDowell - chitarra, voce
- Michael Conroy - basso, voce
- Richard Brown - batteria
- Stephen Walker - tastiere

## Discografia

### Album in studio
- 1981 - Mesh & Lace
- 1982 - After the Snow
- 1984 - Ricochet Days
- 1986 - Stop Start
- 1990 - Pillow Lips
- 1996 - Everything's Mad
- 2010 - Soundtrack
- 2017 - Take Me to the Trees

### Raccolte
- 2001 - Life in the Gladhouse, 1980-1984: Best of Modern English